# Прокопевнюк, Илона Николаевна
Илона Николаевна Прокопевнюк (укр. Ілона Миколаївна Прокопевнюк; род. 29 октября 1997, Великая Александровка, Херсонская область) — украинская спортсменка, выступающая в вольной борьбе, призёр чемпионата мира и чемпионатов Европы.

## Спортивная карьера
Борьбой занимается с 2010 года, в 2012 году на чемпионате мира среди кадетов в Баку заняла 7 место. С 2016 года занимается под руководством Александра Лозного. В ноябре 2017 года стала серебряным призёром чемпионата мира U23 в Быдгоще, уступив в финале японке Юи Сакано. В мае 2018 года в дебюте в составе сборной Украины на взрослом ковре завоевала бронзу Чемпионата Европы в Каспийске, выиграв у немки Люси Манзке. В июле 2018 года завоевала золото на чемпионате Европы U23. В ноябре того же года стала серебряной призёром чемпионата мира U23. В марте 2019 года стала двукратной чемпионкой Европы U23, победив в финале немку Люси Манзке. В апреле 2019 года на чемпионате Европы в Бухаресте заняла 5 место, уступив в схватке за бронзу бывшей соотечественнице Татьяне Омельченко, представлявшей Азербайджан. В октябре 2019 года стала бронзовым призёром чемпионата мира U23 в Венгрии.

### Спортивные результаты
- Чемпионат мира по борьбе U23 2017 — ;
- Чемпионат Европы по борьбе 2018 — ;
- Чемпионат Европы по борьбе U23 2018 — ;
- Чемпионат мира по борьбе 2018 — 14;
- Чемпионат мира по борьбе U23 2018 — ;
- Чемпионат Европы по борьбе U23 2019 — ;
- Чемпионат Европы по борьбе 2019 — 5;
- Индивидуальный кубок мира по борьбе 2020 — ;
- Чемпионат мира по борьбе 2021 — 5;
- Чемпионат Европы по борьбе 2022 — ;